# Fossacesia

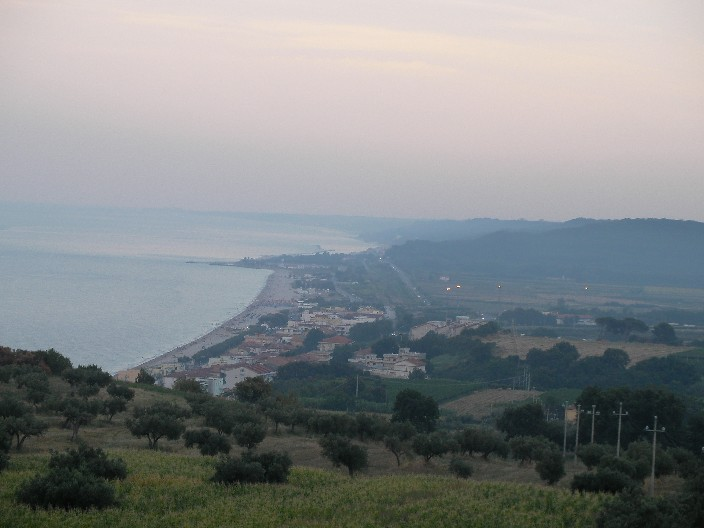

Fossacesia is een gemeente in de Italiaanse provincie Chieti (regio Abruzzen) en telt 5692 inwoners (31-12-2004). De oppervlakte bedraagt 30,2 km², de bevolkingsdichtheid is 177 inwoners per km².
De volgende frazioni maken deel uit van de gemeente: Fossacesia Marina, Villa Scorciosa.

## Demografie
Fossacesia telt ongeveer 2074 huishoudens. Het aantal inwoners steeg in de periode 1991-2001 met 10,4% volgens cijfers uit de tienjaarlijkse volkstellingen van ISTAT.
| Jaar | Inwoneraantal |
| ---- | ------------- |
| 1991 | 4843          |
| 2001 | 5349          |

## Geografie
De gemeente ligt op ongeveer 142 m boven zeeniveau.
Fossacesia grenst aan de volgende gemeenten: Lanciano, Mozzagrogna, Paglieta, Rocca San Giovanni, Santa Maria Imbaro, Torino di Sangro.

## Sport
In 2023 was Fossacesia het startpunt van de Ronde van Italië.